# Лозинский, Бронислав
Бронислав Лозинский (пол. Bronisław Łoziński; 23 октября 1848, Смильница — 16 декабря 1911, Львов) — польский историк. Псевдонимы: «Bartek Szkolarz, Tadeusz Słowiński».

## Из жизнеописания
Младший брат Владислава Лозинского и Валерия Лозинского. Его кузинами («цьотечними братьями») были историк Кароль Шайноха (1818—1861) и геолог Владислав Шайноха (1857—1928)
В 1857—1861 годах учился в Самборской гимназии. С 1861—1862 учебного года (5 класс) учился в Львовской гимназии № 2, где в 1867 году с отличием сдал матуру. В 1867—1871 годах изучал право и политические науки во Львовском университете. 4 декабря 1884 года вернулся в наместничества, получил ранг старосты. 22 апреля 1889 получил ранг советника наместничества.
С 1892 года обычный член польского «Общества Хисторичного» во Львове. 12 мая 1896 года избран членом-корреспондентом историко-философского отдела Академии Знаний в Кракове.

### Наследие
Исследователь Галичины австрийского периода. Автор монографии о графа Агенора Голуховского, разведки о Галицком сословном сейме и других работ.

### Семья
Жена — Олимпия Филипецкая. Брак заключили в 1879 году, сын Валеры Владислав Даниэль Лозинский (1880—1944) — доцент геологии Ягеллонского университета, отец 5 детей, универсальный наследник дяди Владислава.